# Nordland
Nordland  [ˈnuːɖˈlɑn] (Nordland en noruec, Nordlándda en sami septentrional) és un comtat de Noruega, el més meridional de l'àrea de Nord-Norge. El comtat fa frontera amb els comtats de Troms al nord, Nord-Trøndelag al sud, Norrbotten (Suècia) a l'est, Västerbotten al sud-est i l'oceà Atlàntic (Mar de Noruega) a l'oest. La capital és Bodø. L'illa àrtica de Jan Mayen és administrada per Nordland des del 1995.
Té una població de 240.527 habitants (2014) i amb una superfície de 38,456 km² (una mica més de la superfície de Catalunya). Nordland és idèntic a la Diòcesi de Sør-Hålogaland. Nordland establí com a predominí oficial el noruec neutral. El governador del comtat és Odd Eriksen, del Partit Laborista.
Al sud del comtat s'hi troba Vega, que figura a la llista del Patrimoni de la Humanitat per la UNESCO. La història de Nordland és una llegenda quant als dons de la mar: gaudeix de la costa d'un dels mars més productius del món que ofereixen menjar tot l'any ja des de l'antiguitat, i el mateix mar crea un clima moderat més suau que en qualsevol altre lloc de l'Àrtic.

## Història

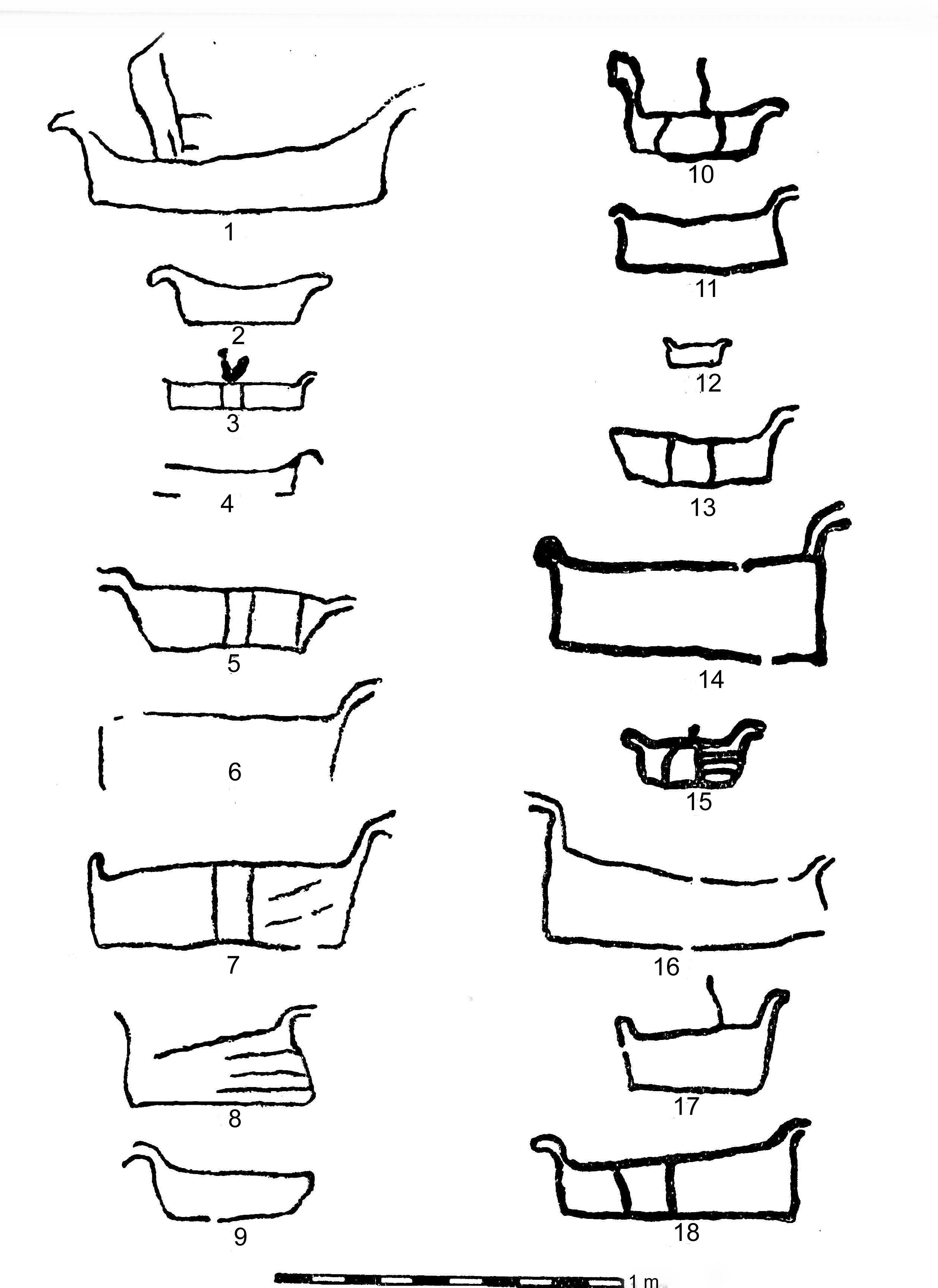
Pintures rupestres prehistòriques mostrant vaixells a Rødøy.

### Edat de pedra
Hi ha evidència d'assentaments humans a Nordland fa uns 10.500 anys, gairebé tan aviat com al sud de Noruega. Aquestes persones de l'Edat de Pedra vivien prop de la costa, sovint en les illes i en general al llarg d'estrets prop del mar obert, amb una rica provisió dels recursos marins. Tal evidència arqueològica ha estat trobada a Vega, en petit fiord. Hi ha almenys 15 llocs amb escrits prehistòrics a Nordland, de sud a nord.
Algunes de les cases més antigues de Noruega foren excavades a Langhågan a l'illa Sanna al municipi de Træna; la casa més antiga era ovalada, de 6 x 4,5 m, i està datada pels volts del 4000 aC. Des de la casa és encara visible un petit port, avui a 23 m sobre el nivell mar.
Els 4600 anys de pintures rupestres antigues a Rødøy, que representen un home amb esquís, és la referència més antiga coneguda dels esquís que s'utilitzaven. La ubicació és una mica sorprenent, ja que aquesta illa tenia una capa de neu poc fiable, i el clima escandinau era més càlid a l'Edat de Pedra. Algunes pintures d'aquesta zona foren utilitzades com a pictograma als Jocs Olímpics de Lillehammer el 1994.

### Edat de bronze

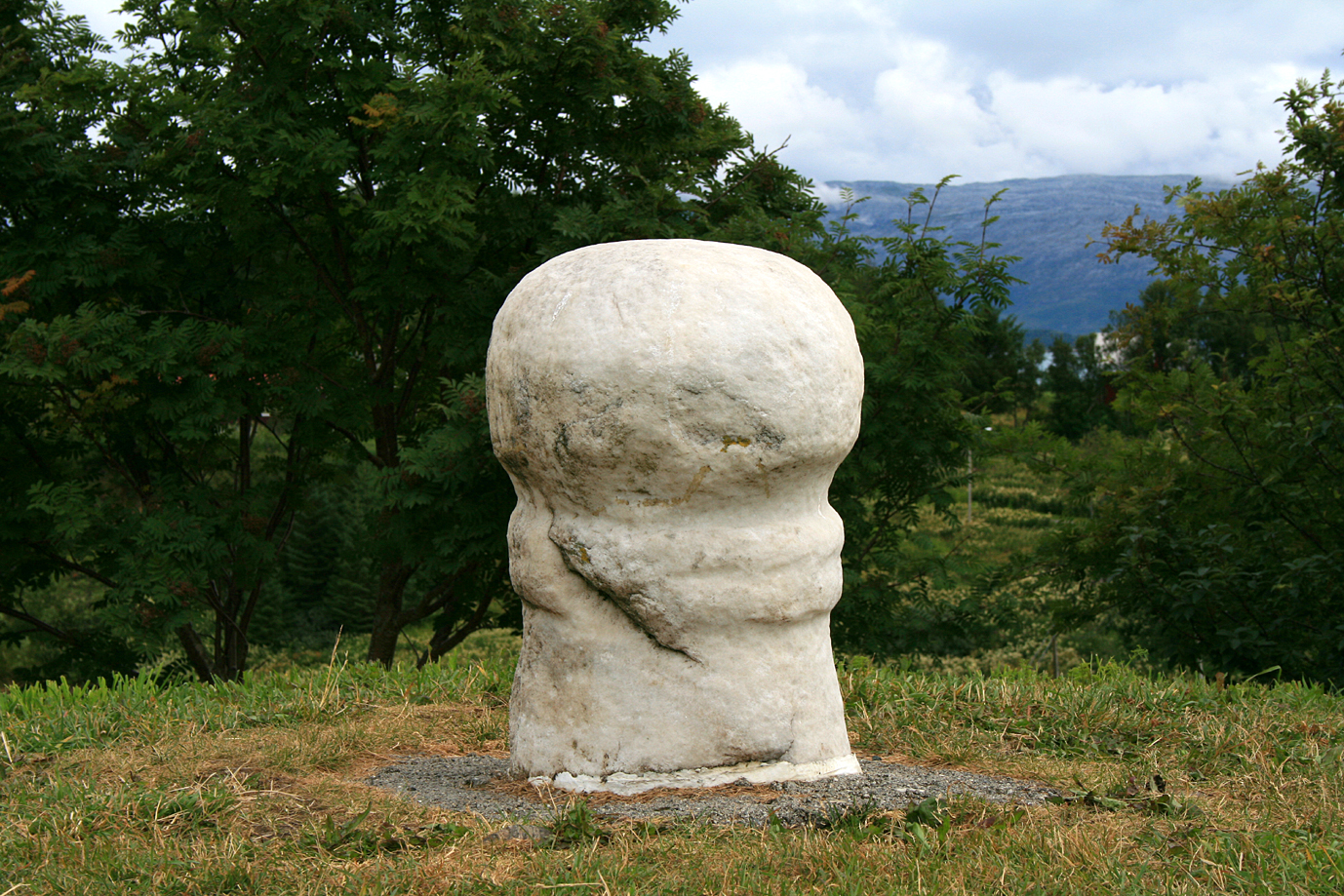
Fal·lus de marbre a Dønna

El primer cultiu agrícola ha estat datat de l'edat del bronze. Aquesta cultura va deixar un gran enterrament de cairns prop del mar, per exemple, a Steigen i Vestvågøy, i la ubicació més al nord és al voltant de Harstad al sud de Troms. Aquests llocs tenen àrees significatives de terres baixes adequades per a l'agricultura, que estan a prop del mar i tenen molts ports naturals.
Les restes més antigues d'un vaixell que s'ha trobat a Noruega foren descobertes en un pantà de Sømna. Conegut com a Haugvikbåten, la peça ben preservada, està guardat al Museu de la Ciència de Trondheim, s'ha datat 800-400 AC durant l'Edat de Bronze nòrdica.

### Edat de ferro

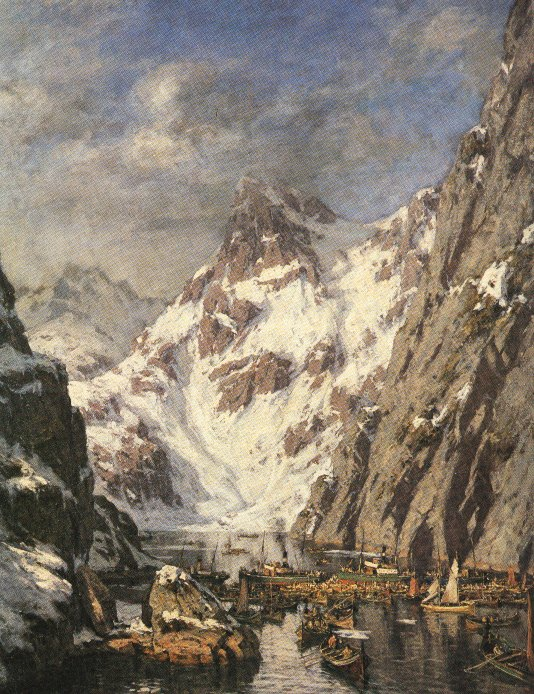
Trollfjordslaget - La batalla del Trollfjord de Gunnar Berg

Durant moltes generacions Hålogaland havia estat la zona més septentrional de la colònia escandinava. Les restes de les grans cases comunals prop de Borg (Vestvågøy) i a Steigen estan datades per al període Merovinger (ca 600 dC). Hi ha evidència arqueològica important d'una cultura basada en ferro nòrdica al llarg de la costa, des d'aproximadament l'any 200 dC.

### Els sami
Nordland és considerat part de la Lapònia. Els sami, que no són d'orígens nòrdics, han viscut a Nordland durant almenys 2.000 anys. No només a l'interior, sinó també al llarg dels fiords i, al nord de Nordland, fins i tot a la costa i les illes més grans, com Hinnøya. Hi ha una història al Heimskringla sobre un viking que va arribar a ser un contendent per al tron, Sigurd Slembe. Ell estava fugint del rei, i va ser ajudat pels sami probablement a l'actual municipi de Lødingen. Els sami fins i tot li van construir un vaixell, que fou fet de fusta de pi (els vaixells víquings solen ser fets de fusta de roure i alzina, però aquestes espècies no creixen de manera natural tan al nord). L'actual municipi de Tysfjord és un centre per a la cultura sami de Lule.

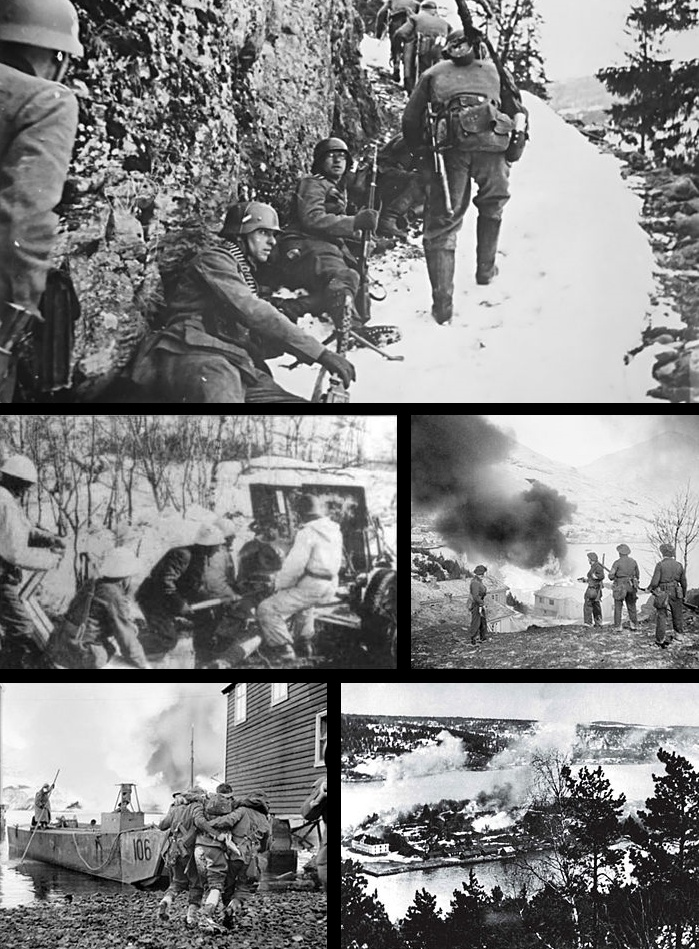
La batalla de Narvik va veure la baralla més dura de Noruega a la Segona Guerra Mundial; prop de 7.500 soldats noruecs van participar en la batalla, juntament amb les tropes britàniques, franceses i poloneses. La reconquesta de Narvik va ser la primera vegada que la màquina de guerra del Tercer Reich es va haver de retirar d'una ciutat capturada.

### Edat mitjana

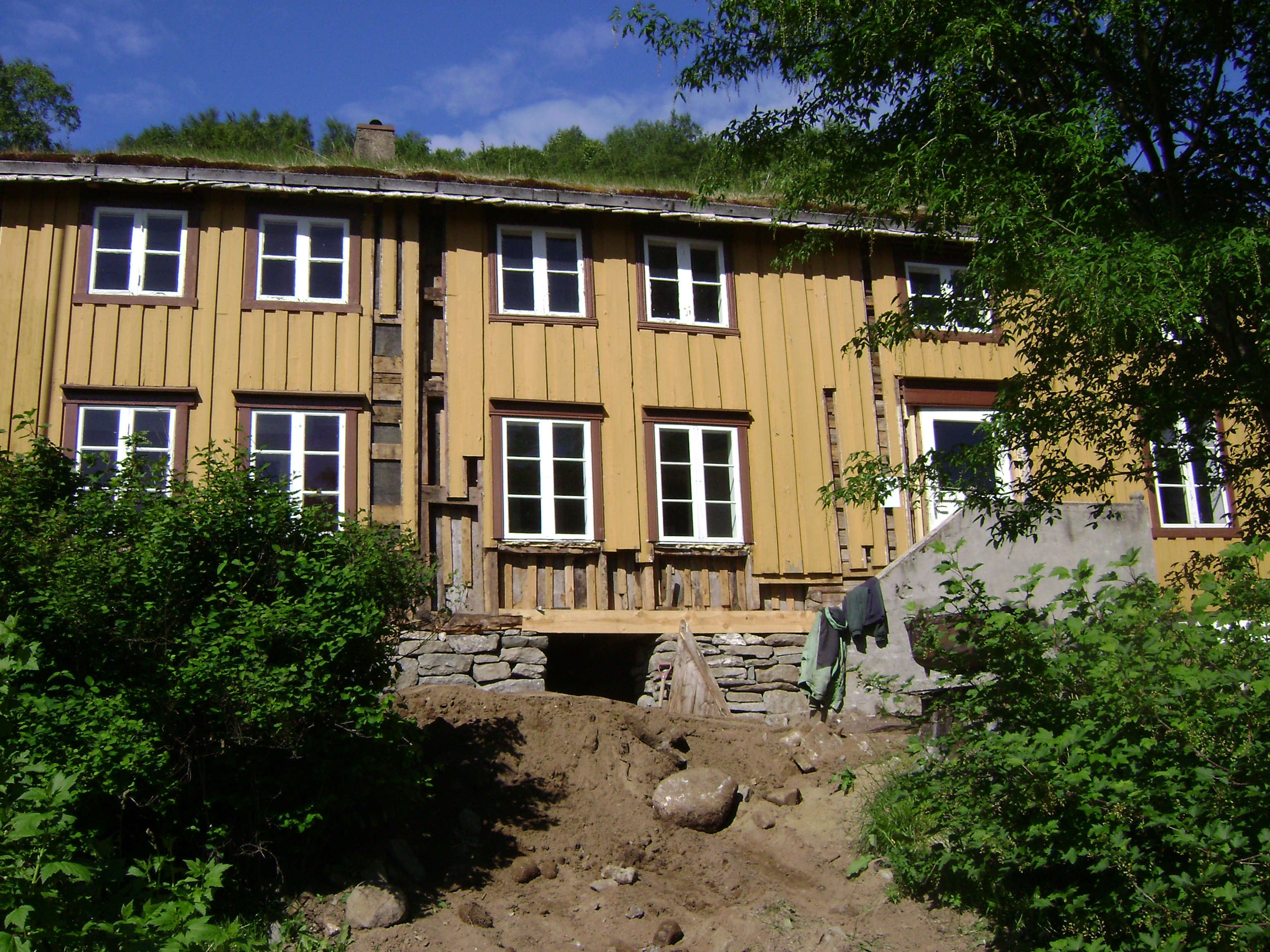
La granja de Hamsun, Hamarøy, que forma part del Patrimoni Cultural de Noruega.

Al gener del 1432 una nau comercial italiana que va anar de Creta a les Flandes fou arrossegada per una tempesta i duta cap al nord on va naufragar; alguns dels tripulants van sobreviure i van arribar a terra en una petita illa prop de Røst. Van ser atesos pels habitants del poble de Røst. La història, explicada per un dels homes, Pietro Querini, dona una de les poques descripcions de la vida a Nordland en aquest període. Querini veu en la gent de Røst (unes 120 persones) molta confiança i veu que són bons catòlics. També esmenta un sacerdot alemany, que pot parlar en llatí.
La gent vivia de la pesca de bacallà i l'halibut, que intercanviaven per altres béns (com ara cereals) a Bergen. Cada família també tenia uns 5 vaques, i es recollien els ous d'ànecs semi-domesticats. Els nàufrags no tenien gaires aliments durant la seva estada d'hivern, en general peixos, però Querini també esmenta llet, carn, i mantega. Els habitants de Røst vivien en cases de fusta rodones, i majoritàriament duien roba de llana feta per ells mateixos.
Petter Dass va viure a Alstahaug, i l'escriptor premiat amb un premi Nobel Knut Hamsun va créixer a Hamarøy després que la seva família es mudà allí quan ell tenia 3 anys.

### Segona Guerra Mundial
Durant la Segona Guerra Mundial, a la fi de maig del 1944, navegant a la llum del dia de 24 hores, els italians van ser portats al sud de Bergen. El desastre marítim més gran mai vist a Noruega va tenir lloc aquell any, quan el vaixell Rigel transportava presoners alemanys i va ser bombardejada per la RAF prop de Sandnessjøen (Alstahaug), amb més de 2.500 víctimes. El vaixell es troba a Rosøya, on va romandre, mig enfonsat, fins que fou demolit el 1970.

## Escut d'armes
L'escut d'armes és modern (1965). Mostra el vaixell tradicional de Nordland - el nordlandsbåt.

## Geografia

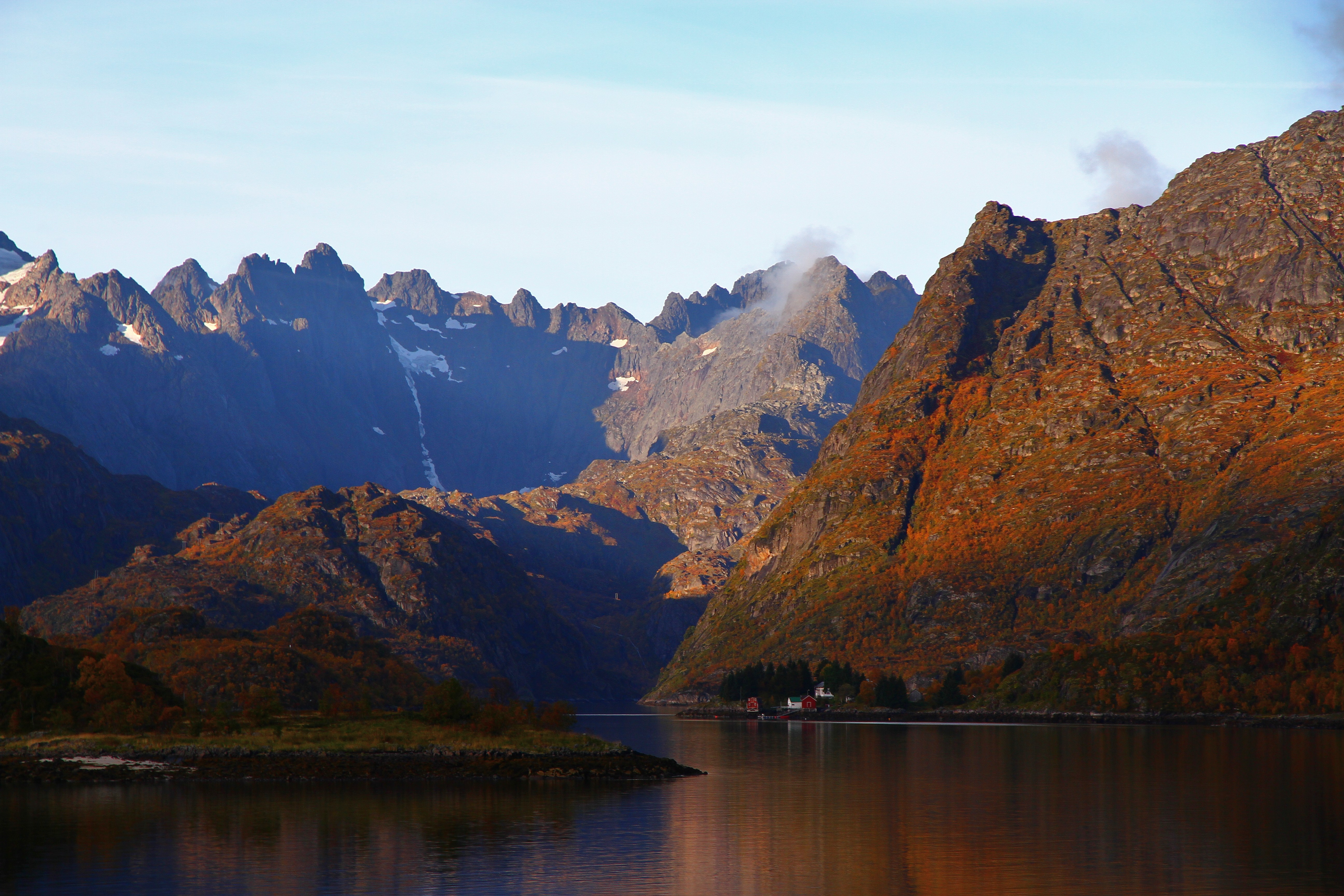
Tardor prop del Trollfjord a Hadsel. Nordland és la llar d'innombrables fiords i branques de fiord.

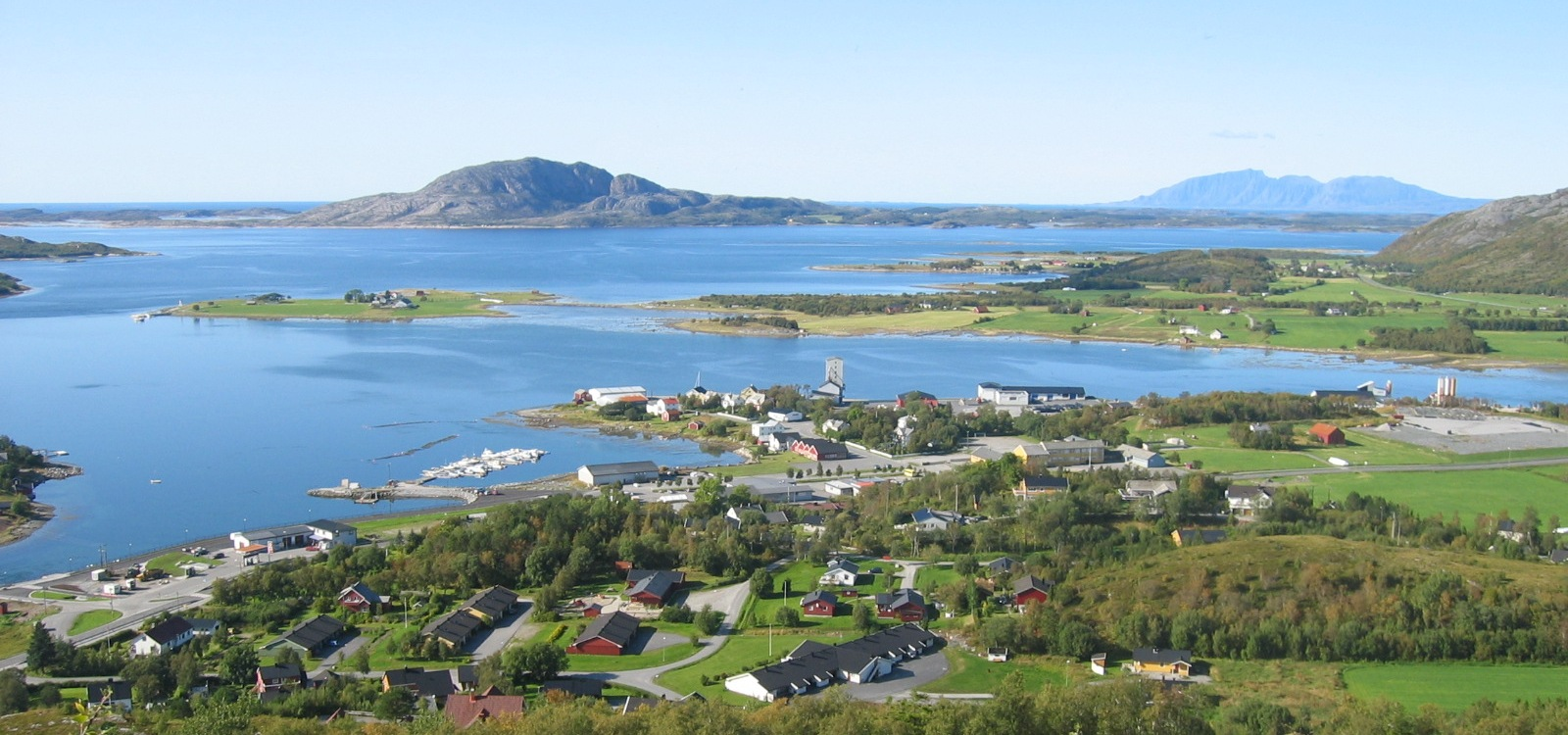
La majoria de la població es troba en les terres baixes de Strandflaten. Foto de Sømna.

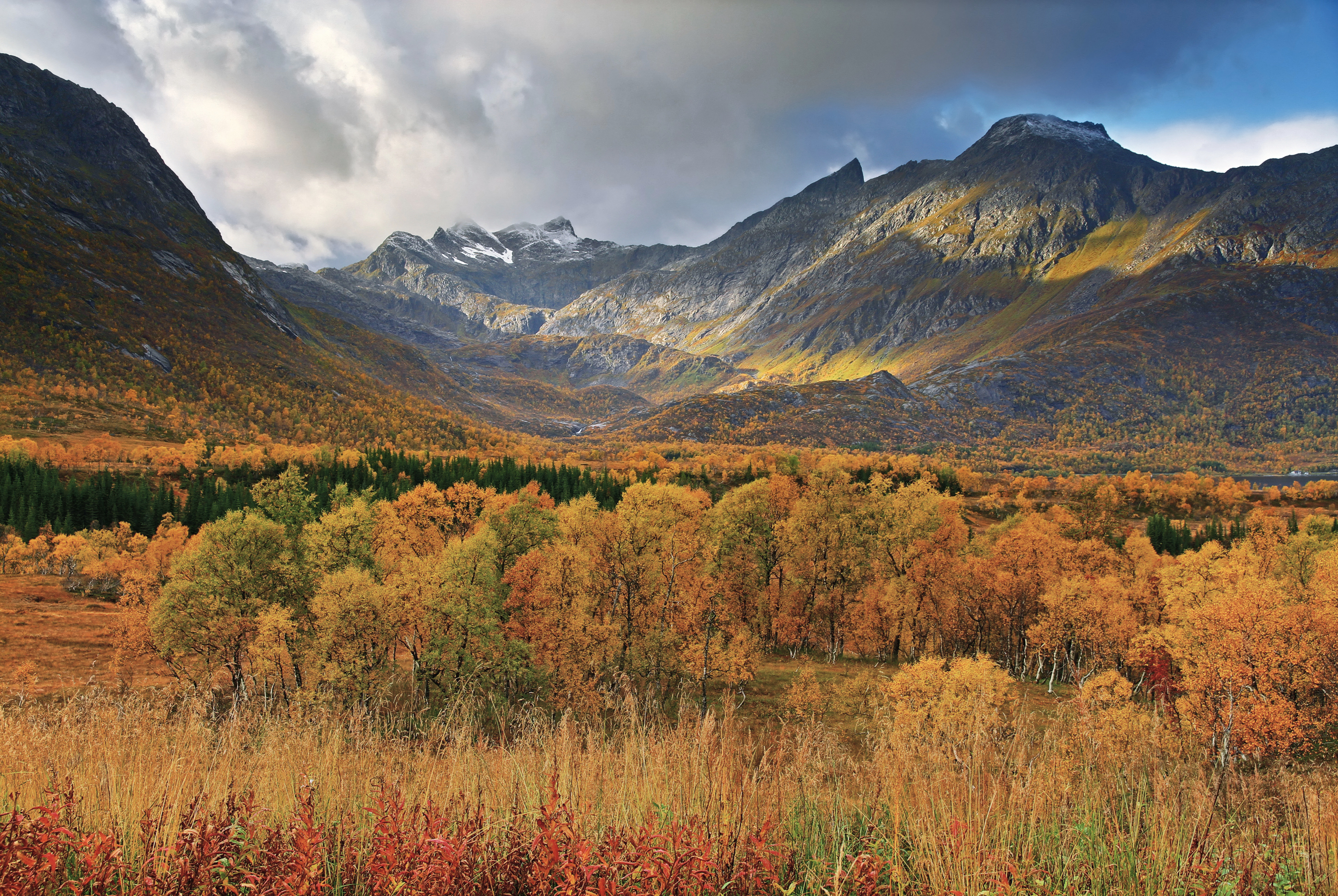
Paisatge de tardor a l'illa d'Hinnøya

Nordland es troba al llarg de la costa nord-oest de la península Escandinava, al nord de Noruega. A causa de la gran distància a les parts densament poblades d'Europa, aquesta és una de les zones menys contaminades d'Europa. Nordland s'estén uns 500 km entre Nord-Trøndelag i Troms. La distància per carretera de Bindal - a l'extrem sud del comtat - amb Andenes - a l'extrem nord del mateix - és aproximadament de 800 quilòmetres. Nordland té una costa accidentada, amb molts fiords. De sud a nord, els principals fiords són Vefsnfjord, Tysfjord i Andfjord, entre molts d'altres menors que es divideixen amb el comtat de Troms. El
més conegut és potser el Vestfjorden, que no és realment un fiord, ja que és un tram obert de mar entre el grup d'illes de Lofoten i el continent. L'estret de Raftsundet, amb el seu famós Trollfjord, és la via més curta entre les Lofoten i les Vesterålen. La plataforma continental és molt estreta a l'oest d'Andenes, en cap altre lloc a Noruega l'oceà és tan profund a tan poques milles de la costa. L'estret de Saltstraumen es troba just al sud-est de Bodø i el de Moskenstraumen es troba al sud de les Lofoten.

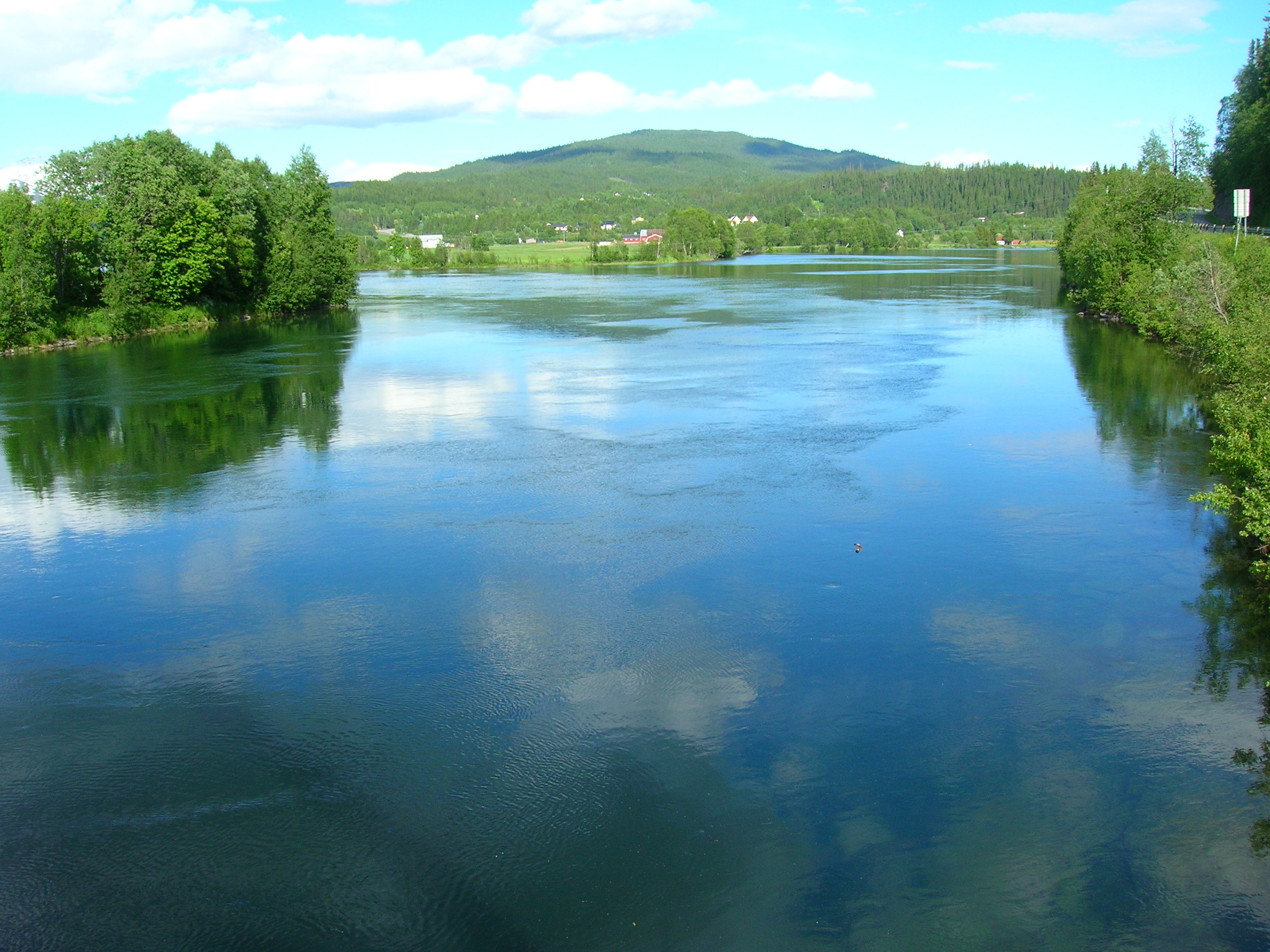
Els majors rius segueix les valls interiors més llargues. El Ranelva a la confluència amb el Langvassåga, Rana.

Les muntanyes escarpades prop del mar i les terres baixes gairebé planes entre les muntanyes i el mar (Strandflaten, vora costanera) són molt comunes al llarg de la costa de Nordland. La costat també està coberta de nombroses illes (skerries), generalment muntanyenques, però amb quasi sempre àrees baixes més grans o més peties. L'illa d'Hinnøya, situada a la costa de Nordland és l'illa més gran de Noruega (a part de Svalbard), i Langøya, la tercera illa més gran també es troba a Nordland. Als fiords, la vora costanera està molt menys desenvolupada: hi pot haver un pendent més gradual, amb turons cap a les muntanyes o senzillament tan sols terres baixes. Sovint hi ha valls al capdavant dels fiords (el fiord és el final d'una vall), generalment amb un riu al centre de la vall.

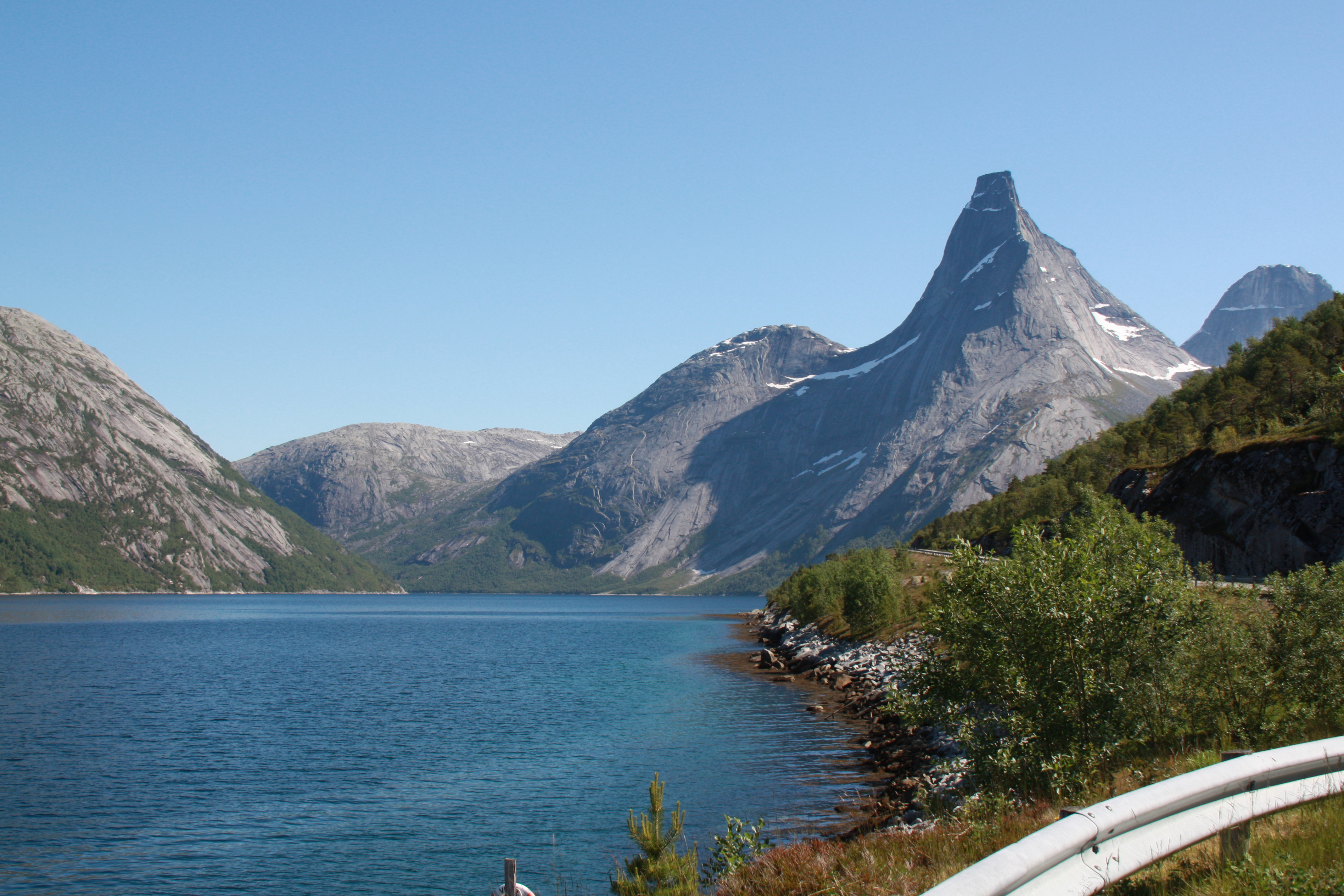
El mont Stetind s'eleva sobre una branca del Tysfjord; votat muntanya nacional de Noruega.

Mo i Rana, Mosjøen i Rognan estan situats en aquests valls. La segona glacera més gran de Noruega, Svartisen, el segon llac més gran, Røssvatnet, i el segon fiord més profund, Tysfjord (897 m) estan ubicats a Nordland. El riu més gran del comtat és el Vefsna que forma la gran cascada de Laksforsen.

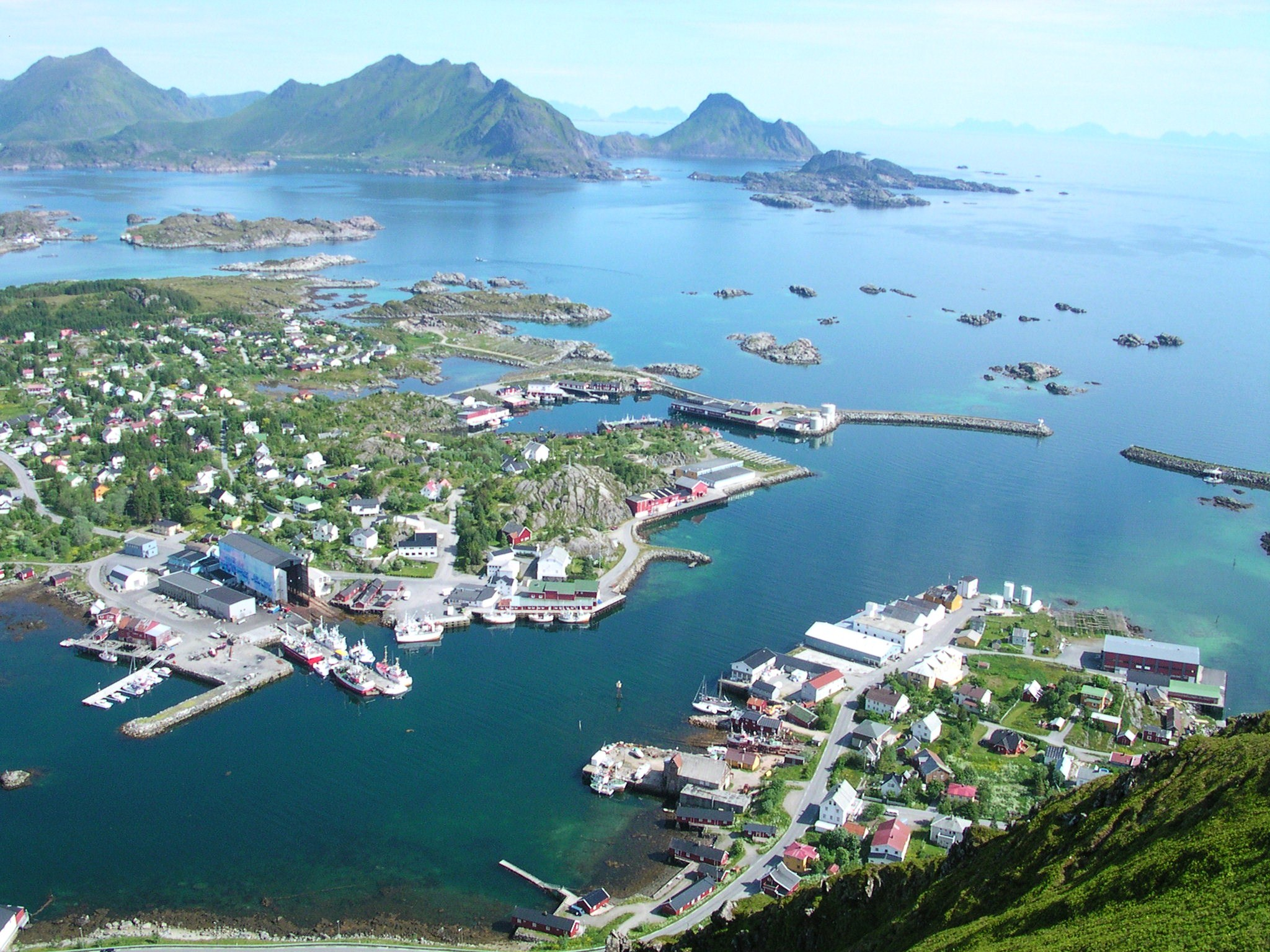
Ballstad a les Lofoten.

La serralada de Saltfjellet forma una frontera natural entre les regions tradicionals de Helgeland i Saltin, i és on el cercle polar àrtic travessa el comtat. La part occidental d'aquesta serralada està dominada per muntanyes escarpades, ancorats fiords i glaceres que s'estenen cap al mar. En canvi, la part oriental de la serralada és més suau i arrodonida, amb algunes valls boscoses, i és molt adequada per al senderisme. L'interior de Nordland, cap a la frontera amb Suècia, està dominat per les muntanyes Kjølen (Alps escandinaus). La muntanya més alta de Nordland és l'Oksskolten (1.915 m), la segona més alta és la Suliskongen (1907 m) a Fauske, i la tercera és la Storsteinfjellet (1.894 m) a Narvik. El mont Stetind, a Tysfjord, ha estat votat muntanya nacional de Noruega.
Les muntanyes del comtat estan en part cobertes per grans glaceres, entre les quals destaquen Blåmannsisen, Okstindbreen, Sulitjelmaisen i Frostisen, que són 7 de les 15 glaceres més grans de la Noruega continental.

### Districtes tradicionals
El comtat es divideix en districtes tradicionals. Aquests són el de Helgeland al sud (al sud del cercle polar àrtic), Salten al centre, i Ofoten al nord-est. Al nord-oest es troben els arxipèlags de Lofoten i Vesterålen.

## Clima

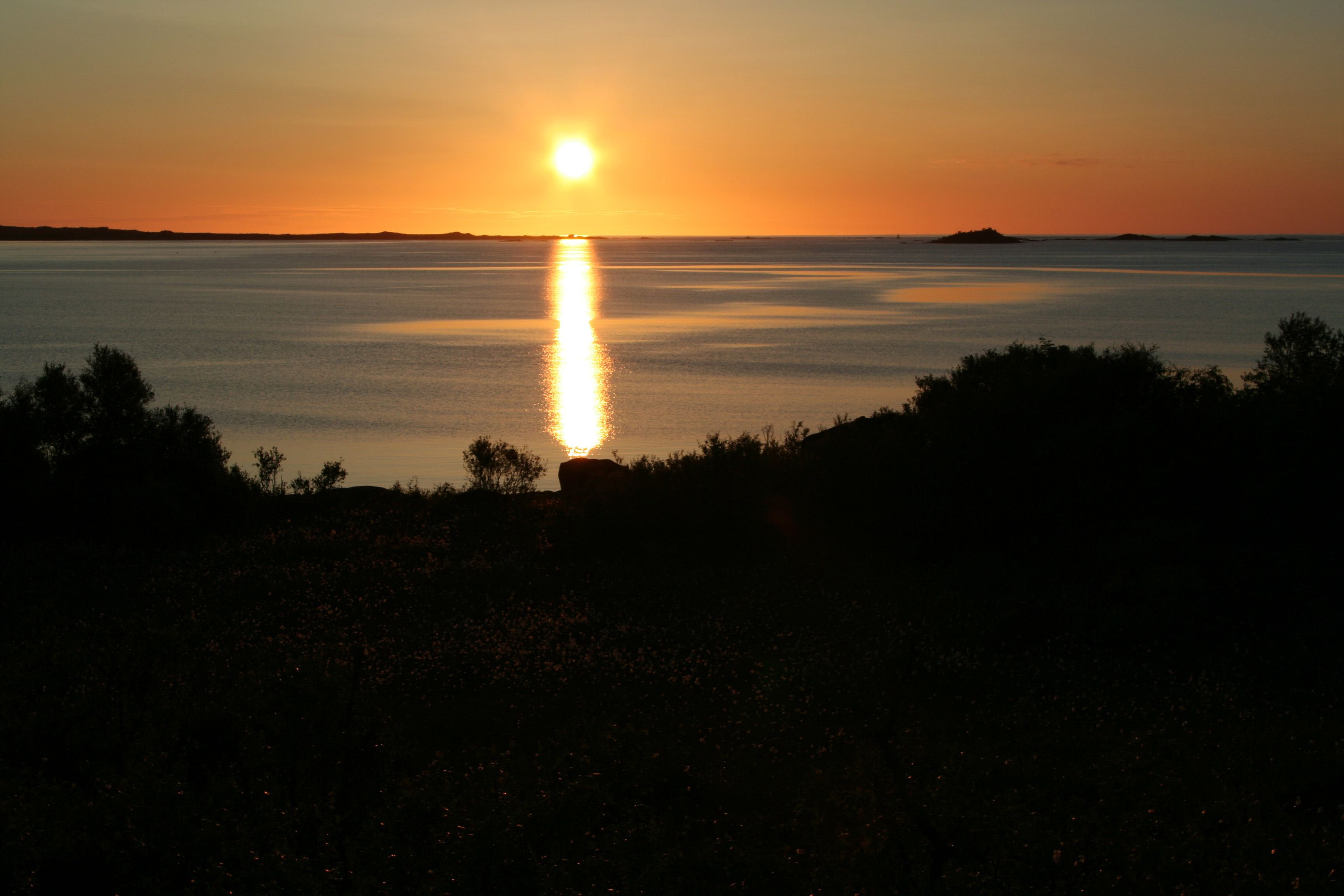
Sol de mitjanit vist des de Holm, Sortland.

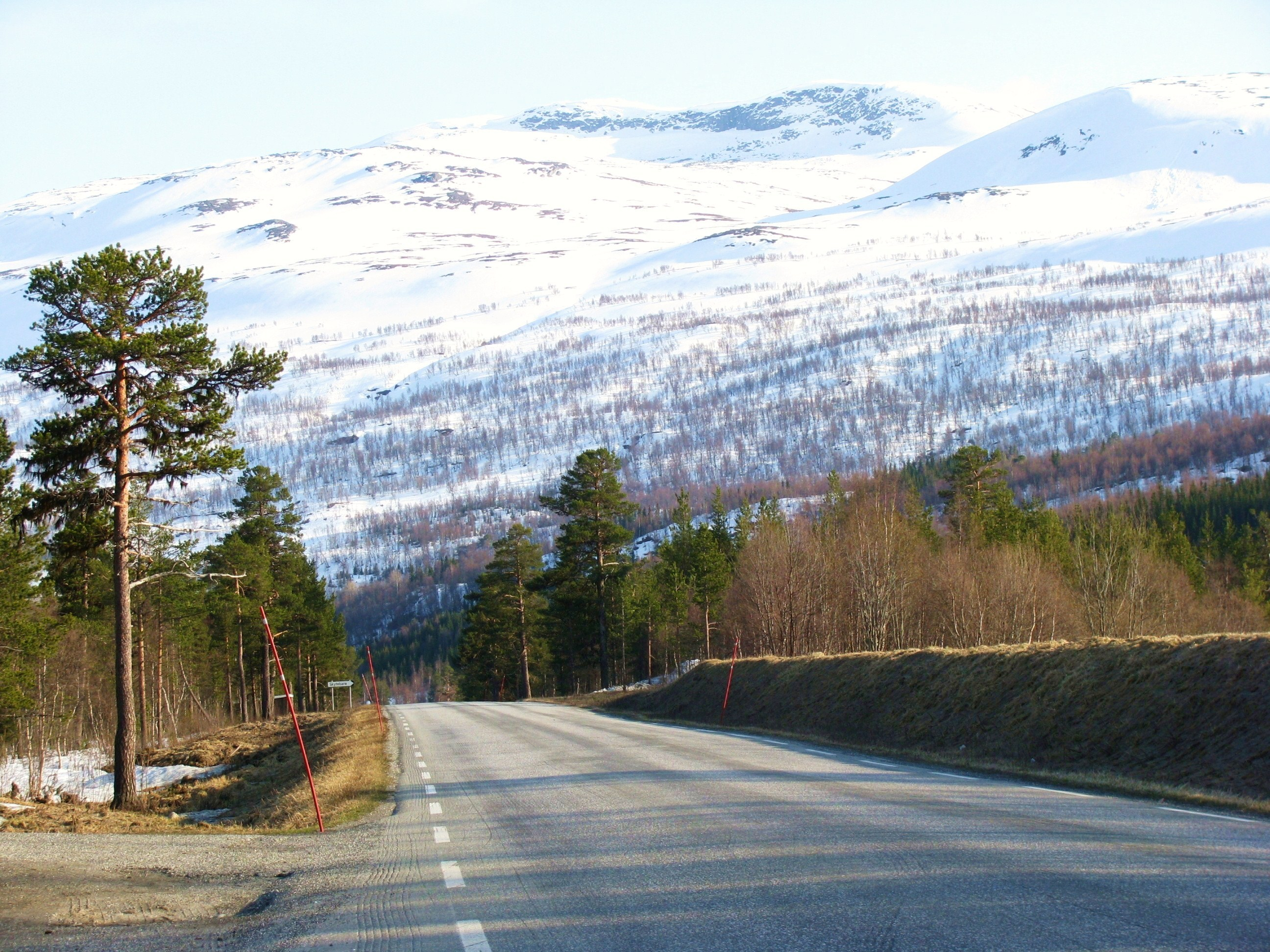
Les muntanyes Saltfjellet encara estan cobertes de neu al maig. La majoria de les àrees, excepte la façana exterior tenen almenys 4 mesos amb neu; almenys 6 mesos en les terres altes, i durant tot l'any en les muntanyes més altes.

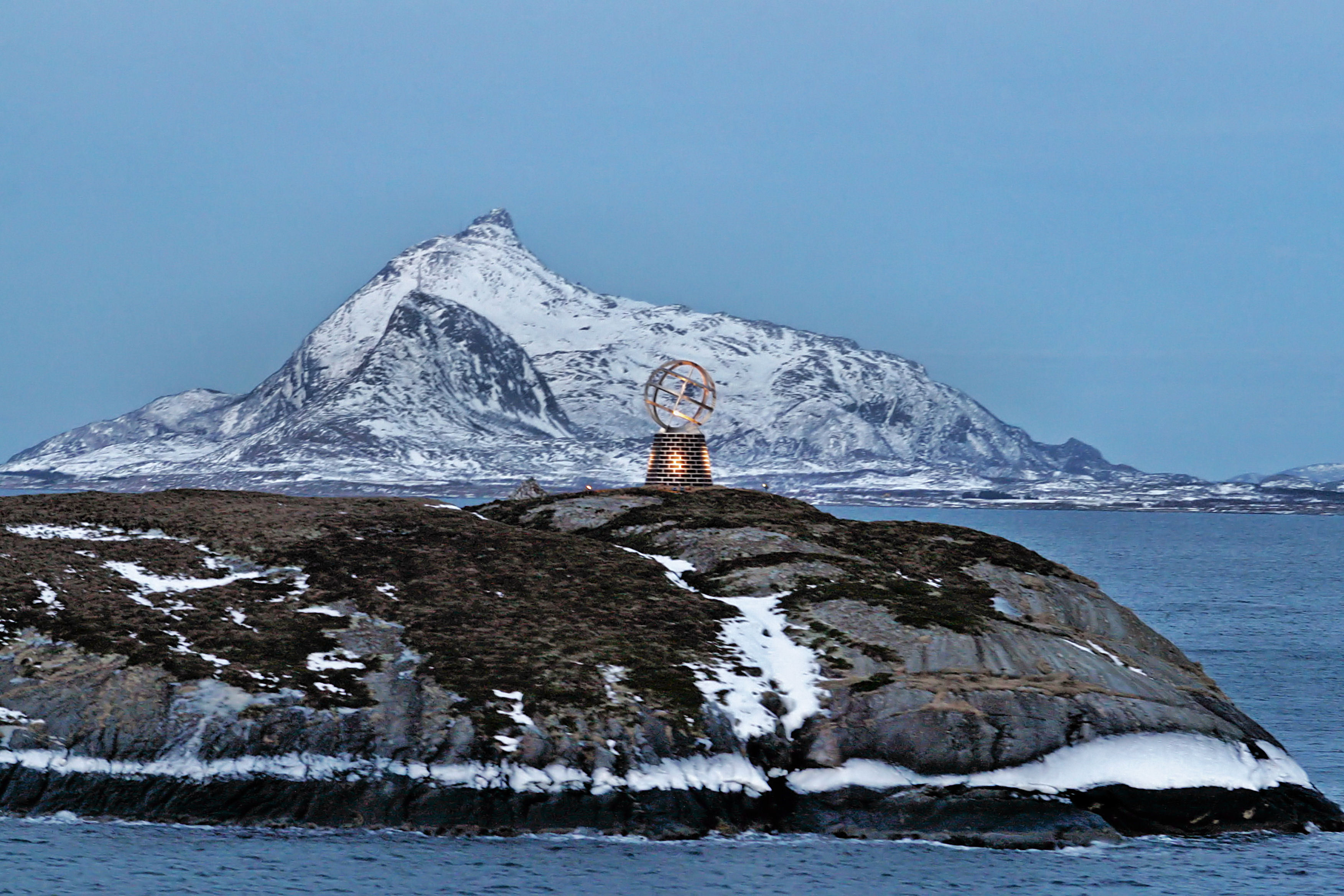
L'extrem sud del cercle polar àrtic a través de Nordland, la definició de les condicions de llum.

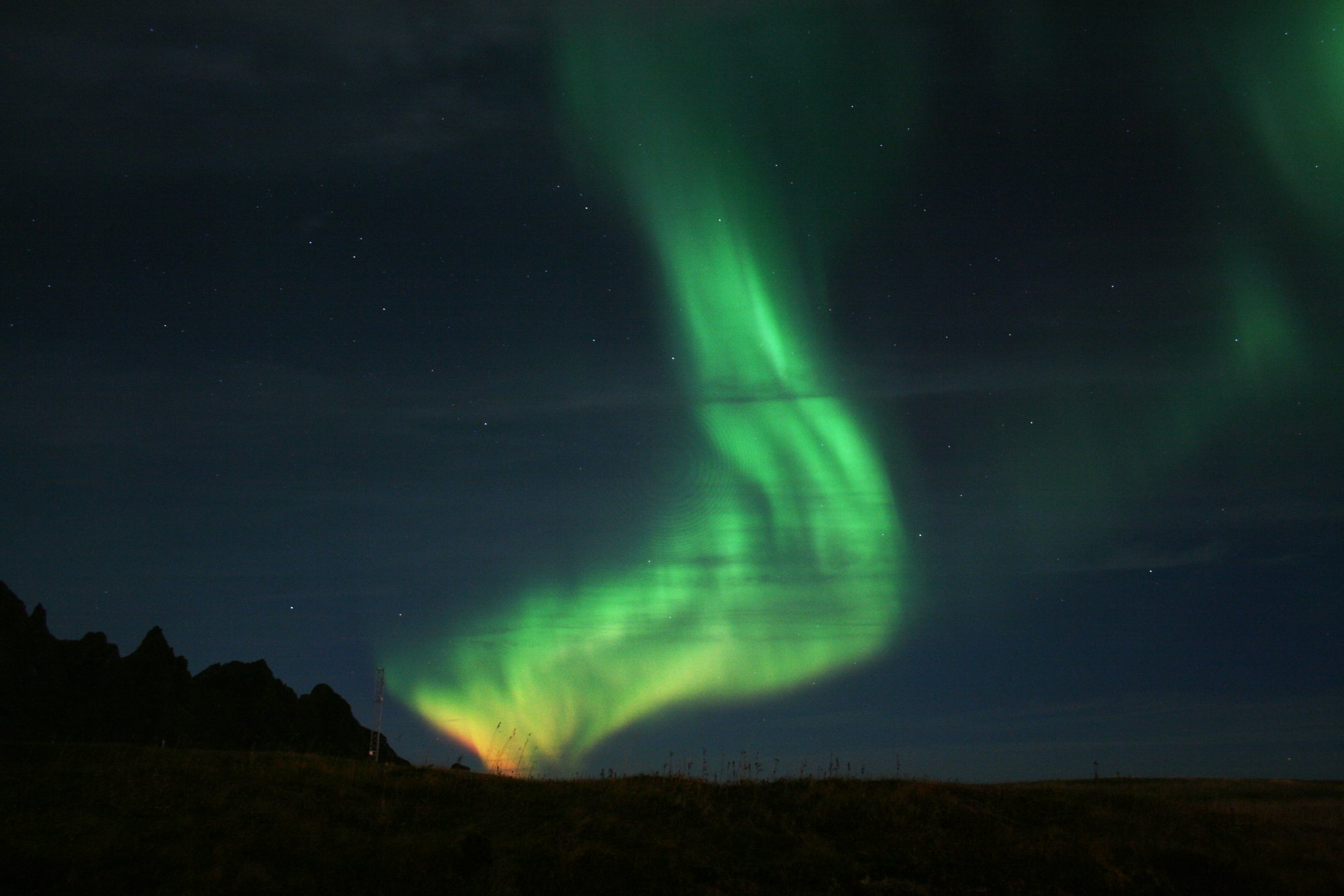
L'aurora boreal es pot veure gran part de l'any, però no a l'estiu. Andøy, octubre de 2007.

Nordland té un clima molt suau per la seva alta latitud. Algunes illes, com Myken, Træna i Røst, tenen temperatures mitjanes de d'1 °C al seu mes més fred, 25 °C per sobre de la mitjana per latitud. Nordland cobreix gairebé 5 ° de latitud, però les temperatures són moderades per la proximitat al mar temperat; la mitjana anual tan sols varia de 5,6 °C a la costa sud a 4 °C a la costa nord (1961-1990). Els estius són una mica més llargs al sud. Els hiverns són més freds a l'interior. Les zones de muntanya són més fredes durant tot l'any, amb hiverns molt més llargs: la capa de neu pot persistir durant tot l'any a les muntanyes més altes. L'acumulació anual de neu pot arribar a 5 metres les muntanyes, per això que aquestes tenen nombroses glaceres. Els vents de l'est donen temps sec i assolellat (l'aire ha de pujar a les muntanyes Kjølen), amb calor a l'estiu i aire fred a l'hivern. Els vents de sud-oest són comuns, de manera que arriba aire humit i temperat des de l'oceà Atlàntic. La tardor i principis de l'hivern és el període més humit al llarg de la costa de Nordland, mentre que d'abril a juny, de mitjana, és el més sec. Els vents més forts es produeixen a la fi del tardor i l'hivern, ja que els sistemes de baixa pressió de l'Atlàntic són aleshores més forts. Les altes pressions poden donar-se en qualsevol època de l'any, i a l'estiu aquestes porten 24 hores de sol al nord del cercle polar àrtic.
Lurøy (115 m), a l'oest de Saltfjell, té una mitjana anual de 2.935 mm de precipitació; el lloc més humit al nord de Noruega i al món en tan alta latitud. Algunes de les zones més humides de la costa (una banda estreta) al nord de Glomfjord compleix els criteris climàtics per un bosc temperat plujós. A l'est de les muntanyes, Saltdal té una precipitació mitjana anual de menys de 300 mm. Narvik, situat a la part nord de Nordland té una mitjana de 830 mm. Les muntanyes arreu del comtat estan cobertes de tundra alpina.
| Dades climàtiques a Glomfjord, Noruega | Dades climàtiques a Glomfjord, Noruega | Dades climàtiques a Glomfjord, Noruega | Dades climàtiques a Glomfjord, Noruega | Dades climàtiques a Glomfjord, Noruega | Dades climàtiques a Glomfjord, Noruega | Dades climàtiques a Glomfjord, Noruega | Dades climàtiques a Glomfjord, Noruega | Dades climàtiques a Glomfjord, Noruega | Dades climàtiques a Glomfjord, Noruega | Dades climàtiques a Glomfjord, Noruega | Dades climàtiques a Glomfjord, Noruega | Dades climàtiques a Glomfjord, Noruega | Dades climàtiques a Glomfjord, Noruega |
| Mes                                    | gen                                    | febr                                   | març                                   | abr                                    | maig                                   | juny                                   | jul                                    | ag                                     | set                                    | oct                                    | nov                                    | des                                    | anual                                  |
| -------------------------------------- | -------------------------------------- | -------------------------------------- | -------------------------------------- | -------------------------------------- | -------------------------------------- | -------------------------------------- | -------------------------------------- | -------------------------------------- | -------------------------------------- | -------------------------------------- | -------------------------------------- | -------------------------------------- | -------------------------------------- |
| Màxima mitjana °C (°F)                 | 2 (36)                                 | 1 (34)                                 | 2 (36)                                 | 6 (43)                                 | 10 (50)                                | 13 (55)                                | 16 (61)                                | 15 (59)                                | 12 (54)                                | 8 (46)                                 | 5 (41)                                 | 3 (37)                                 | 7.8 (46)                               |
| Mínima mitjana °C (°F)                 | −1 (30)                                | −2 (28)                                | −2 (28)                                | 2 (36)                                 | 6 (43)                                 | 9 (48)                                 | 12 (54)                                | 11 (52)                                | 8 (46)                                 | 5 (41)                                 | 2 (36)                                 | 0 (32)                                 | 4.2 (39.6)                             |
| Font:                                  |                                        |                                        |                                        |                                        |                                        |                                        |                                        |                                        |                                        |                                        |                                        |                                        |                                        |

La investigació amb sediments en llacs prop de la glacera d'Okstind han demostrat que el clima d'estiu a Nordland era de fins a 2,5 °C més càlid fa 9000-6000 anys, i després es va refredar lentament uns 0,5 ° C des de fa 2000 anys al present. 

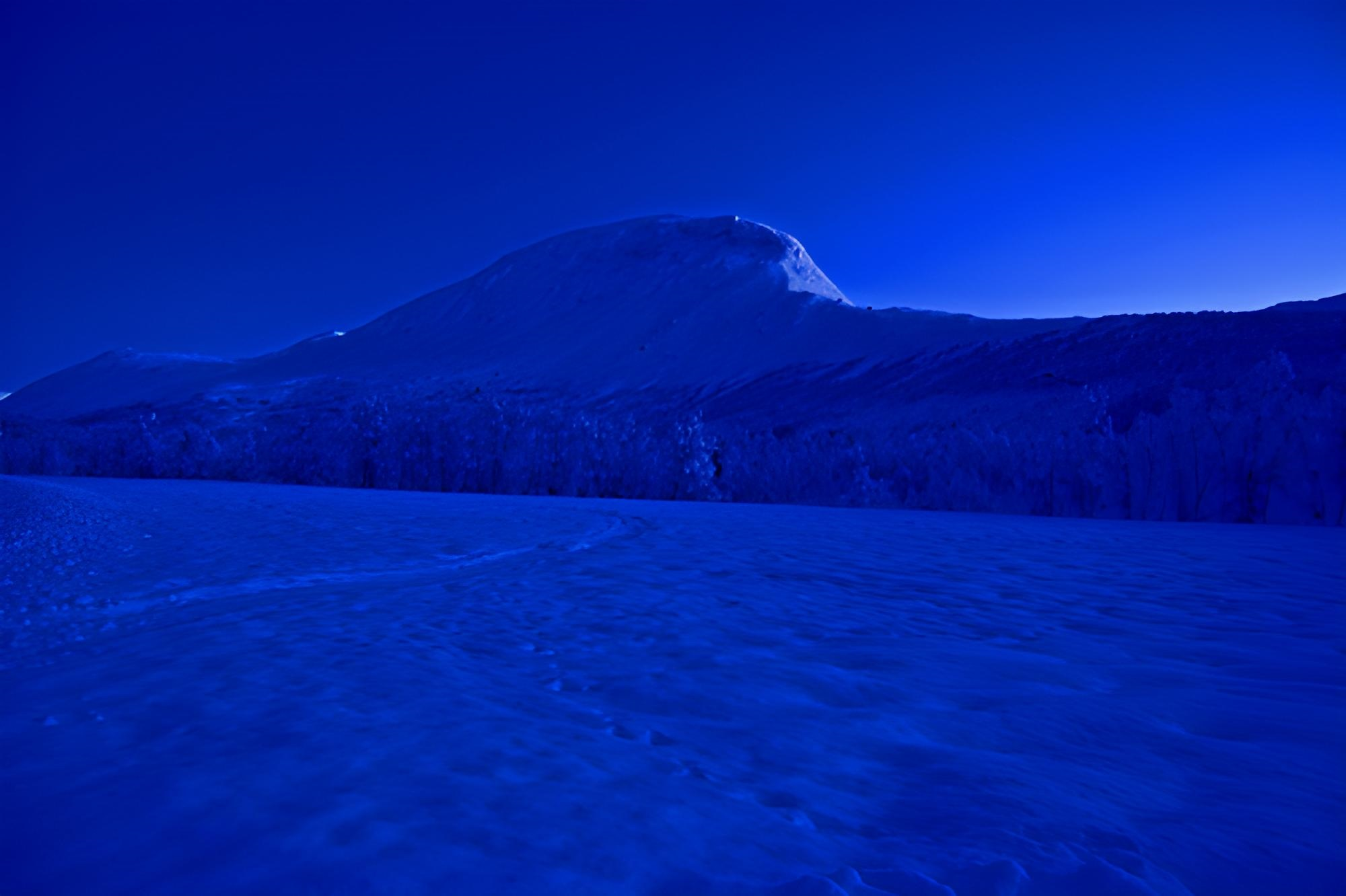
Llum blavosa a les muntanyes just abans de les 15:00 a mitjans de gener

### Llum
Les condicions de llum varien considerablement de nord a sud; Andenes tenen sol de mitjanit del 22 de maig al 20 de juliol i el sol està sota a l'horitzó del 28 de novembre al 16 de gener. A Bodø, el sol està sobre l'horitzó del 3 de juny al 8 de juliol. Helgeland es troba al sud del cercle polar àrtic: al solstici d'hivern el sol està sobre l'horitzó aproximadament 3 hores al dia. No hi ha un veritable sol de mitjanit a Helgeland, encara que la part superior del disc solar estarà per sobre de l'horitzó durant tota la nit al juny fins al sud de Mosjøen. Amb el període de transició amb un breu capvespre inclòs, hi ha tres mesos complets (des de principis de maig fins a principis d'agost) sense foscor a Nordland.

| Month | Gen           | Feb           | Mar           | Abr           | Mai           | Jun             | Jul           | Ago           | Set           | Oct           | Nov           | Des           |
| --- | ------------- | ------------- | ------------- | ------------- | ------------- | --------------- | ------------- | ------------- | ------------- | ------------- | ------------- | ------------- |
| Alba & posta de sol a Bodø, 15. de cada mes | 10:18 - 14:05 | 08:16 - 16:18 | 06:24 - 18:02 | 05:16 - 20:51 | 03:06 - 22:56 | Sol de mitjanit | 01:40 - 00:30 | 04:27 - 21:43 | 06:20 - 19:34 | 08:02 - 17:33 | 09:04 - 14:29 | 11:18 - 12:37 |
| Mitjana d'hores de sol a Bodø | 8             | 43            | 114           | 159           | 219           | 221             | 172           | 167           | 98            | 54            | 16            | 0.4           |
| Font: Almanakk for Norge; Universitat d'Oslo, 2010. Sunhours: Institut Meteorològic Noruec. Nota: El sol és bloquejat per les muntanyes al desembre i la primera setmana de gener. A juliol, el sol es pon després de la mitjanit a causa de l'horari d'estiu |               |               |               |               |               |                 |               |               |               |               |               |               |

## Natura

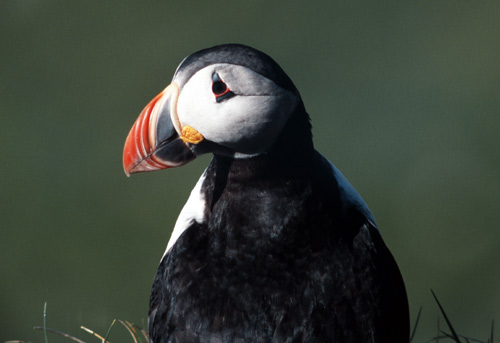
Røst té les colònies d'aus marines més grans al llarg de la costa noruega.

El mar al llarg de la costa té una rica vida marina, i les pesqueres de bacallà a Lofoten ha durat més de 1000 anys. Són comuns el bacallà, el carboner, l'eglefí, l'arengada, el peix llop i l'halibut al llarg de la costa i als fiords. Nordland també compta amb nombrosos llacs. L'escull de corall d'aigües profundes més gran del mónl, el Coral Røst, es troba a 40 quilòmetres a l'oest de Røst, i està protegit des de l'any 2003. La costa de Nordland té la major densitat d'àguiles marines a Europa. Hi ha milions d'aus marines; a les illes de Røst hi ha les colònies més grans de Noruega amb prop d'una quarta part de totes les aus marines a la Noruega continental. Probablement els més famós són els frarets i corbs marins. Lovund també té una colònia ben coneguda de frarets.

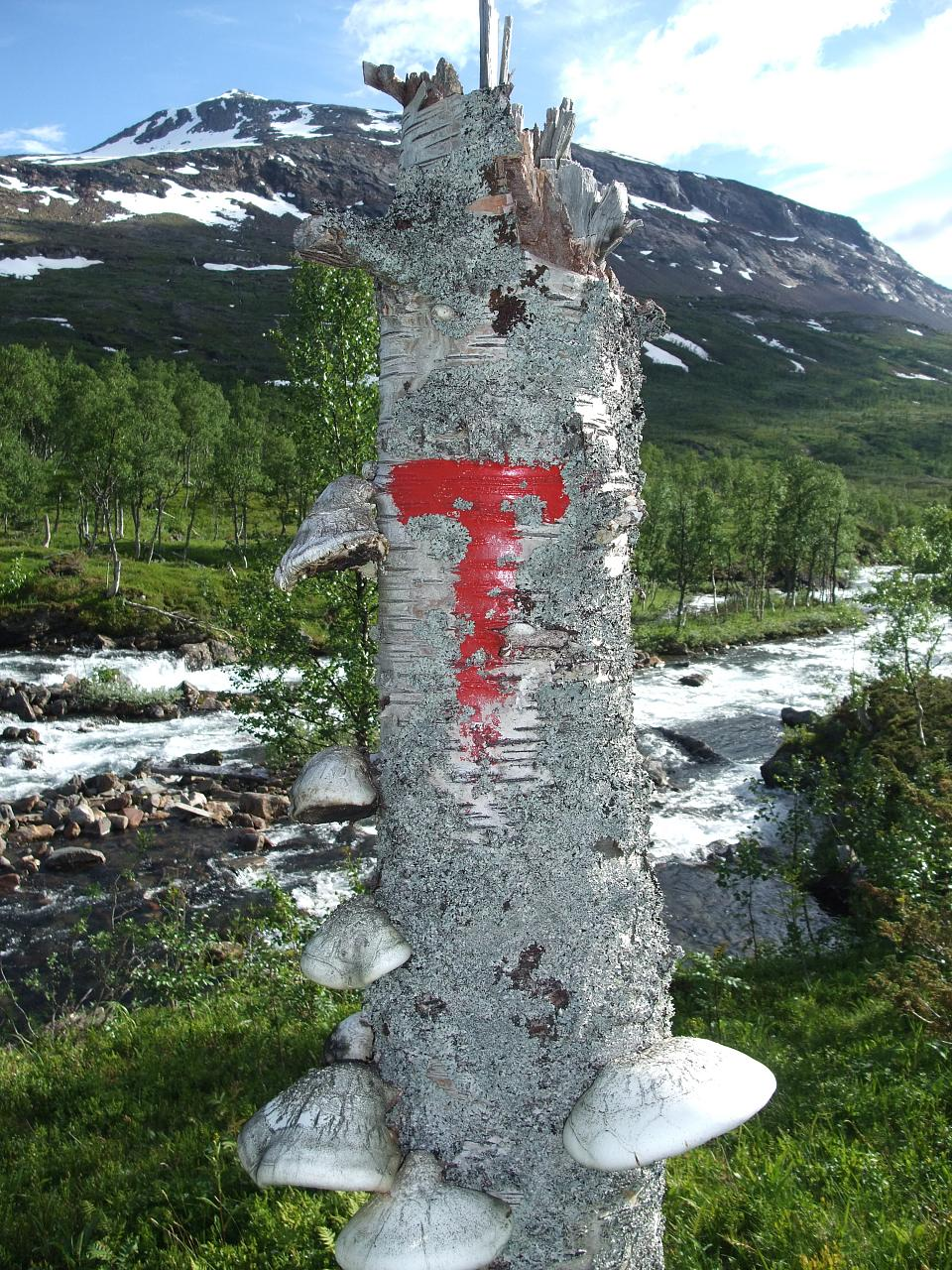
Ruta de senderisme marcada al Parc Nacional de Junkerdal.

Les llúdrigues són molt comunes al llarg de la costa i els fiords, com també ho són la marsopa, les foques o els pinnípedes. El peix més gran del mar és el tauró pelegrí, que fou caçat en temps anteriors. Les aus són comunes a totes les àrees, incloent els fiords; gavines, garsa de mar, i xatrac àrtic, i el bernat pescaire també s'ha convertit en comú. El duc té una població al llarg de la costa de Helgeland; ocells depredadors com l'àguila daurada, el falcó grifó i el falcó pelegrí es troben en algunes zones de difícil accés. Les orques són comunes al llarg de la costa i a la zona del Vestfjord (fins i tot als fiords) a l'hivern, i el depredador més gran del món, el catxalot, que caça en les aigües profundes a l'oest d'Andøya. Els fiords de Tysfjord i Folda són la llar de la població més septentrional del llamàntol.
L'expansió dels boscos d'avet ha estat bloquejada per les muntanyes Saltfjell i Kjølen, per tant els boscos d'avet creixen de manera natural només a Helgeland, però es planten comunament en tot el comtat per raons econòmiques, el que genera cert debat. La pícea de Sitka també es planta a Nordland, sobretot a les zones costaneres. Les zones costaneres pertanyen a l'ecoregió del bosc costaner de coníferes d'Escandinàvia; algunes petites àrees s'han classificat com a selva utilitzant criteris botànics, així com les dades de precipitació. Algunes zones de l'interior fins a la línia d'arbres de coníferes pertanyen a l'ecoregió de la Taigà escandinava i russa, mentre que les terres altes i muntanyes pertanyen al bosc i pastures de l'ecorregió dels Prats i bosc de bedolls d'Escandinàvia.

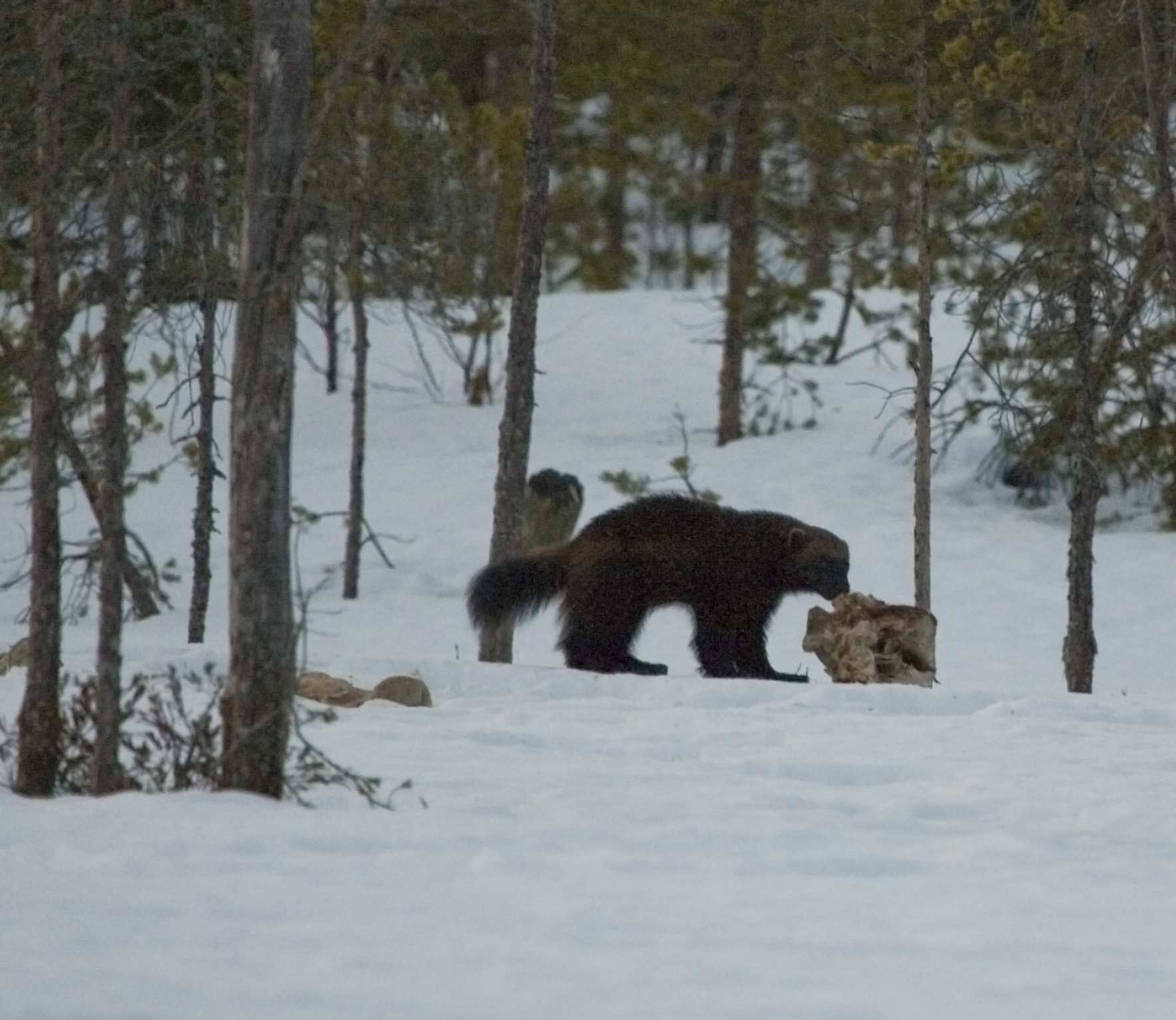
La llarga cadena de muntanyes amb tundra alpina i el bosc subàrtic és la llar del golut a l'Europa occidental.

Altres arbres comuns a Nordland són el bedoll, el server, el salze, el vern gris, el gatzerí, l'àlber i el pi roig, i també hi ha més rarament oma i avellaner (amb diferents nom depèn de la zona). La moixera de Nordland (Nordlandsasal) és un dels pocs arbres endèmics de Noruega, i només creix a Bindal.
A les zones de muntanya de l'interior es poden veure rens (domesticats pels sami), perseguits per goluts. També hi ha un parell d'ossos bruns a l'interior. La guineu àrtica està actualment en perill d'extinció al continent, però unes poques es queden en zones de muntanya del comtat, preferentment a Børgefjell. Les guineus roges, els ants, les llebres, els esquirols, petits rosegadors, les martes (valls interiors) i els erminis són comuns als boscos. A partir del 2008, hi va haver un mínim de 50 linxs a Nordland, que resideixen als boscos de Nordland excepte a les Lofoten i Vesterålen. A les zones baixes, els cabirols habiten a la major part de Nordland i els cérvols es veuen al sud de Nordland. El teixó i l'escurçó tenen el seu hàbitat més septentrional en les zones costaneres del sud de Nordland. Els llops grisos s'han observat en zones d'interior de Helgeland. Hi ha poques espècies d'amfibis, tot i que la granota comuna és comuna a tots Nordland, excepte les zones de muntanya, i el tritó suau té el seu hàbitat més septentrional del món al riu Vefsna. Hi ha set parcs nacionals situats, o en part, a Nordland. De sud a nord, aquests són el Parc Nacional Børgefjell, el Parc Nacional de Lomsdal-Visten, el Parc Nacional de Saltfjellet-Svartisen, el Parc Nacional de Junkerdal, el Parc Nacional de Rago, el Parc Nacional de Sjunkhatten i el Parc Nacional de Møysalen. El centre dels parcs nacional de Nordland està situat a Saltdal.

## Geologia

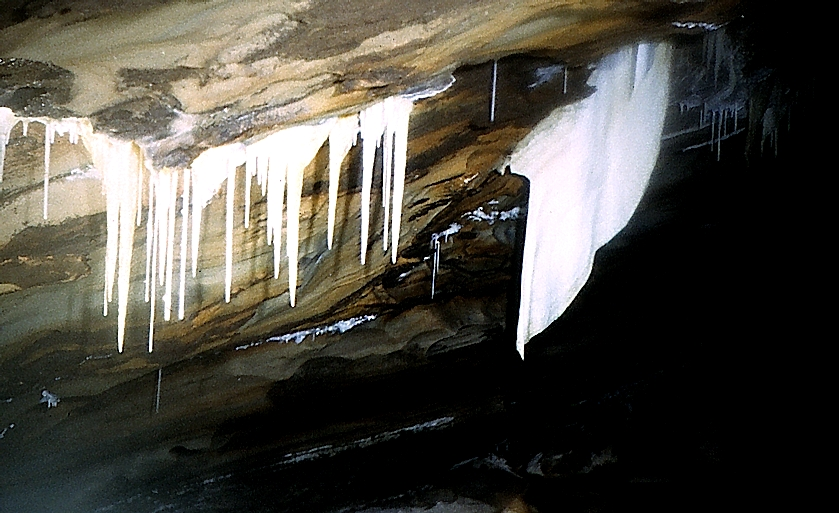
Interior de la cova de Vikgrotta a Saltdal.

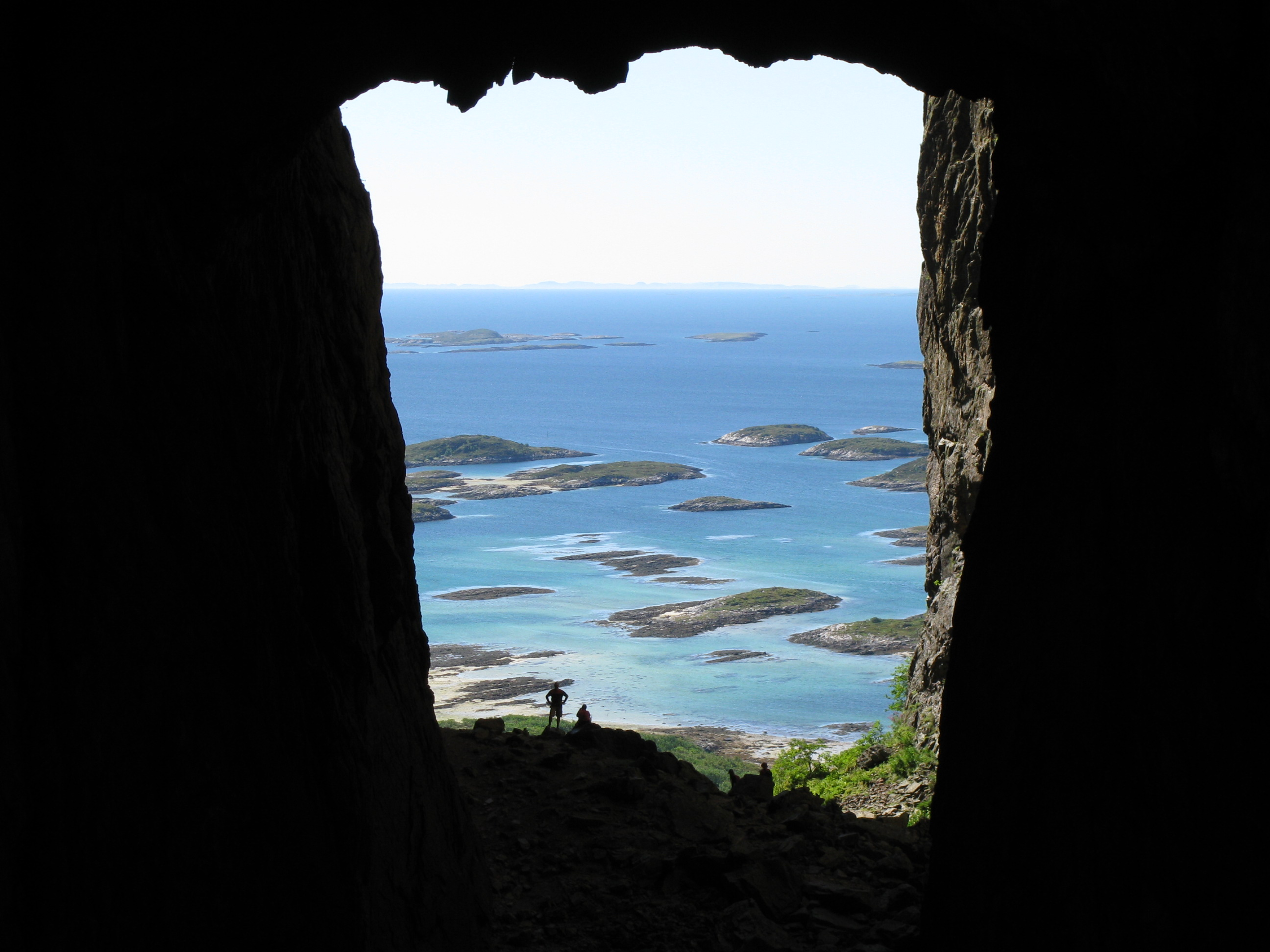
La cova Torghatten, a Brønnøy, amb el seu forat característic. Juliol de 2008.

En el passat geològic, una col·lisió amb Groenlàndia va empènyer llargues llesques del fons del mar a la part superior del llit de roca existent, que avui formen la base de les serralades de Dovrefjell i Trollheimen al sud de Trondheim que s'estén cap al nord a Trøndelag i a través de Nordland arriben al nord de Tromsø.
Es forma el llit de roca a les zones de fiords, mentre que les illes de la costa i algunes de les zones més orientals al llarg de la frontera amb Suècia es componen de llit de roca dura (generalment de granit). En algunes zones, com a Tysfjord i Sørfold, la base és una barreja de roca de fons tou i dur granit. Gran part de les muntanyes de Lofoten són d'origen eruptiu Precambrià i de 3,5 milions d'anys, entre les més antigues de la terra. Les roques més joves de Noruega són a Andøya, també coneguda pels seus fòssils de dinosaures.
La pedra calcària és molt comuna a Nordland, amb moltes coves en tot el comtat, com la Grønligrotta a Rana. Hi ha més coves a Rana que en qualsevol altra àrea al nord d'Europa. L'agost del 2006 la cova de Tjoarvekrajgge a Sørfold va ser explorada i verificada com la cova més llarga d'Escandinàvia (22 quilòmetres de llarg). La cova Raggejavreraige a Tysfjord és la més profunda dels països escandinaus i la Svarthamarhola a Fauske té la cavitat més gran. Hi ha més de 900 coves a Nordland, una d'ells té una cascada de 70 m. Es troba marbre en diverses coves. Fauske es refereix a vegades com la capital de marbre, i ha exportat marbre arreu del món (aquest marbre es troba en un edifici de l'ONU a Nova York).

## Economia
| Religió a Nordland (%) | Religió a Nordland (%) |
| ---------------------- | ---------------------- |
| Cristianisme           | 89.92%                 |
| Islam                  | 0.43%                  |
| Budisme                | 0.06%                  |
| Altres                 | 9.59%                  |

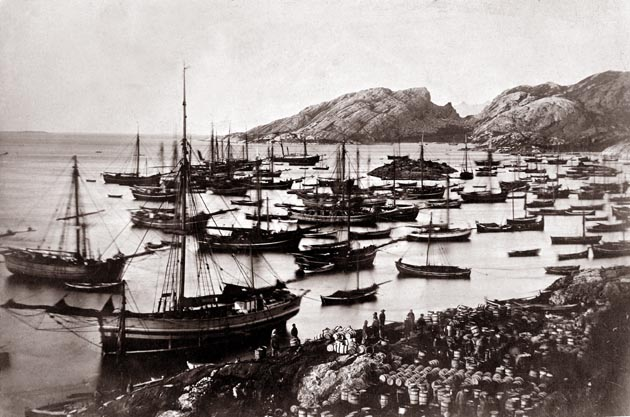
Pesca d'arengada a Bodø. Imatge presa al voltant del 1870.

Les principals indústries són la pesca i l'exploració de petroli a alta mar. Nordland és conegut per la pesca del bacallà i la piscicultura del salmó. Els principals mercats d'exportació són Alemanya, la resta d'Escandinàvia, Gran Bretanya, Països Baixos, Itàlia, Espanya, França, Rússia i el Japó.
El turisme és important, sobretot a la temporada d'estiu, encara que hi ha alguns visitants d'hivern a la recerca de bon esquí o el desig de veure l'aurora boreal, especialment de febrer a abril. Els turistes se senten atrets per la pintoresca costa, especialment la de les illes Lofoten, que també són visitades per molts creuers a l'estiu, mentre que la resta del comtat sovint és ignorada pels turistes. Les excursions per les muntanyes són molt populars entre els nadius i alguns turistes.
L'observació de balenes atrau turistes a Andøy i l'àrea de Tysfjord/Lødingen/Svolvær, i la pesca és també popular al llarg de la costa i als rius de salmó i truita de riu; també hi ha truita alpina en alguns rius. Saltstraumen té el rècord mundial de peix carboner usant una canya de pescar i Røst té el rècord mundial d'halibut, 202 kg.

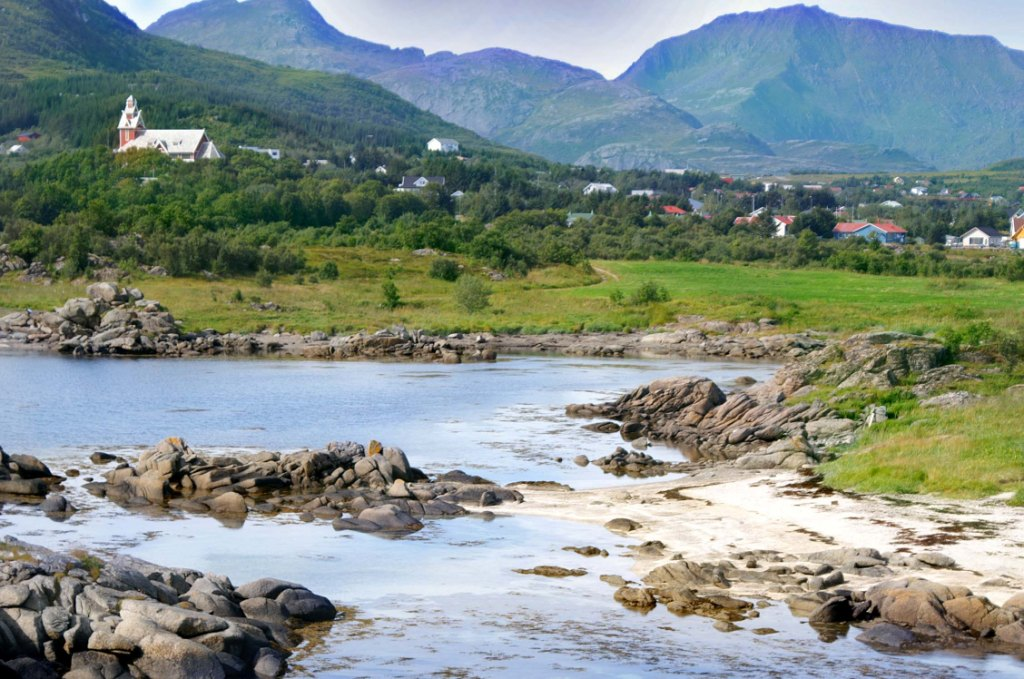
Gravdal, on està situat l'hospital local de les Lofoten.

L'agricultura és una altra economia regional, i consisteix principalment en la ramaderia lletera i ramadera, com ara ovelles i rens domesticats que pasturen a les terres altes de l'interior. També hi ha una mica de silvicultura, en particular al districte de Helgeland, però també més al nord. També es conrea ceral a Nordland (principalment ordi i civada). El Nordlandshest és la més petita de les tres races de cavalls noruecs. El Lundehund va ser criat per caçar frarets i només se'n salven de l'extinció uns quants gossos d'aquesta espècie a Lofoten.

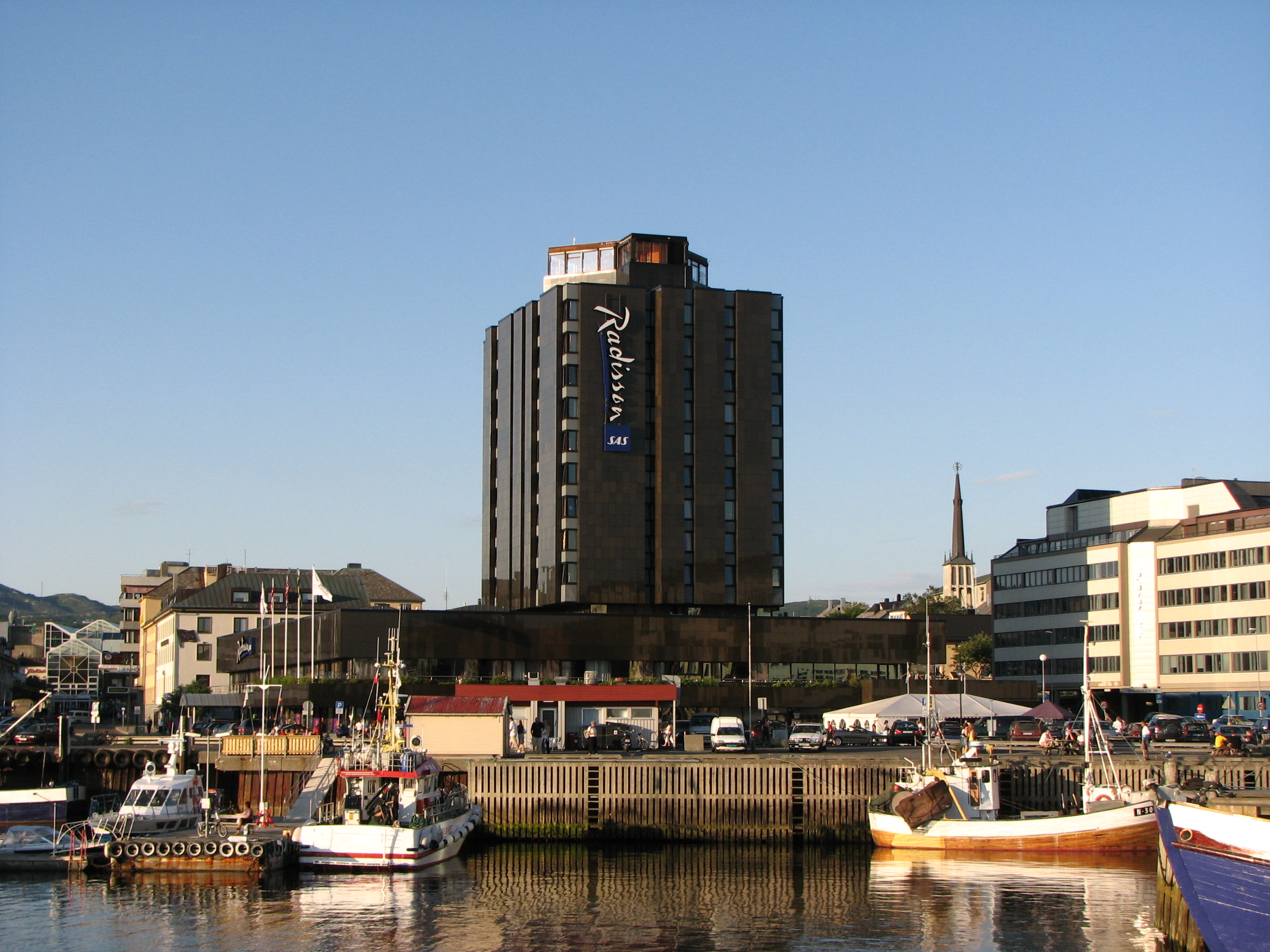
Bodø té un aeroport, una estació de ferrocarril i un port a poca distància, i nombrosos hotels.

Hi ha una llarga història de mineria a Nordland. Sulitjelma té els majors jaciments de coure a la comarca, així com la pirita, aquesta última també es troba en diversos altres llocs, però la mineria aquí ha estat abandonada per raons econòmiques.

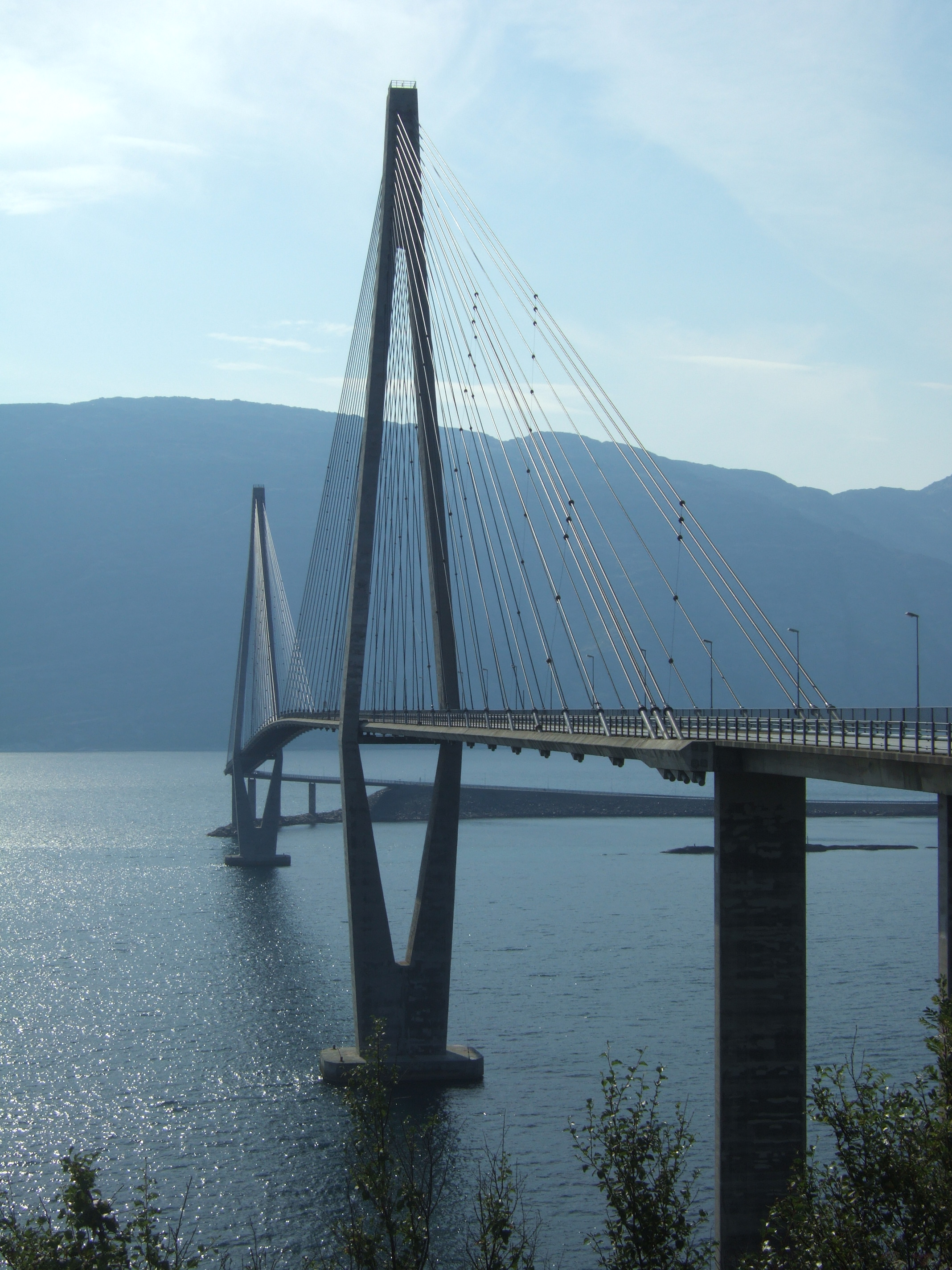
El pont de Helgeland, que connecta l'illa d'Alsten amb el continent. Amb fiord molts profunds, illes i estrets, Nordland és un comtat de ponts.

En dies anteriors, la plata s'extreu de Dunderlandsdal a Rana, i fins a l'any 2002 el níquel i l'olivina s'extreien de Ballangen. Hi ha diversos trossos de pedra calcària, marbre i pedreres dolomia a Vefsn, Fauske, Sørfold i Ballangen. A partir del 2008, la mineria d'or a Bindal està en etapes de prova. El port de Narvik té una connexió directa als camps ben coneguts i rendibles de ferro de Kiruna-Gällivare a Suècia. Hi ha moltes preses per a l'energia hidroelèctrica. Nordland té una economia diversa en augment, amb la investigació i el desenvolupament incipient de la indústria aeroespacial i l'exploració espacial a l'Andøya Rocket Range, que sobretot és coneguda pels seus llançaments de satèl·lits. Aquest vast comtat, el segon més extens de Noruega, gairebé de la grandària de Dinamarca, tradicionalment era molt important per a l'OTAN, i la Reial Força Aèria Noruega té dos esquadrons de caces F-16 estacionats a l'aeroport de Bodø, i tots els seus avions de vigilància marítima P-3 Orion estacionats a l'estació aèria d'Andøya. El desmantellament de tancament de les bases militars ha portat a un canvi regional cap a una nova economia basada en el coneixement.
Hi ha hospitals locals a Mosjøen, Sandnessjøen, Mo i Rana, Bodø (el més gran), Gravdal, Narvik i Stokmarknes.
El pont de Helgeland connecta l'illa d'Alsten amb el continent. Amb molts profunds fiords, illes i estrets, Nordland és un comtat de ponts.
L'aeroport de Bodø és l'aeroport amb més trànsit, i un centre per a molts aeroports més petits de Nordland. L'aeroport juntament amb el de Harstad té vols directes a Oslo. La ruta europea E06 recorre al llarg de tota la longitud de Nordland. Hi ha molts túnels i ponts. Fins i tot amb millors comunicacions, les xifres de població a Nordland ha ndisminuït lleugerament des del 1990, ja que molts joves es traslladen a les ciutats més grans de Noruega. Bodø és l'únic municipi del comtat amb un creixement significatiu de la població.
| 1951    | 1961    | 1971    | 1981    | 1991    | 2001    | 2011    | 2021?   | 2031?   |  |
| 221,809 | 237,530 | 240,951 | 244,493 | 239,403 | 238,295 | 237,280 | 247,891 | 254,897 |  |

## Divisió interna
Es divideix en 44 municipis (excloent l'illa de Jan Mayen): 
| Municipis de Nordland | Municipis de Nordland | Municipis de Nordland |
| --- | --- | --------------------- |
| Municipis | |                       |
| 1. Alstahaug 2. Andøy 3. Ballangen 4. Beiarn 5. Bindal 6. Bø 7. Bodø 8. Brønnøy 9. Dønna 10. Evenes 11. Fauske 12. Flakstad 13. Gildeskål 14. Grane 15. Hadsel 16. Hamarøy 17. Hattfjelldal 18. Hemnes 19. Herøy 20. Leirfjord 21. Lødingen 22. Lurøy | 1. Meløy 2. Moskenes 3. Narvik 4. Nesna 5. Øksnes 6. Rana 7. Rødøy 8. Røst 9. Saltdal 10. Sømna 11. Sørfold 12. Sortland 13. Steigen 14. Tjeldsund 15. Træna 16. Tysfjord 17. Værøy 18. Vågan 19. Vefsn 20. Vega 21. Vestvågøy 22. Vevelstad |                       |

## Regions germanes
- Óblast de Leningrad, Rússia